# Kołonice (Basses-Carpates)
Pour les articles homonymes, voir Kołonice.
Kołonice est une localité polonaise de la gmina de Baligród, située dans le powiat de Lesko en voïvodie des Basses-Carpates.